# Жозеф Бонапарт
Жозе́ф Бонапа́рт (фр. Joseph Bonaparte), Джузе́ппе Буонапа́рте (итал. Giuseppe Buonaparte), Хосе́ Бонапа́рте (исп. José I Bonaparte, Иосиф Бонапарт; 7 января 1768, Корте, Корсика — 28 июля 1844, Флоренция, Тоскана) — первенец Карло и Летиции Буонапарте, старший брат Наполеона, король Неаполя в 1806—1808 годах, король Испании в 1808—1813 годах под именем Иосиф I Наполеон (исп. José I Napoleón). Наследник престола Первой Французской империи в 1804—1811 годах, в случае отсутствия законного наследника у императора. Несмотря на это, по законам империи, его потомство не имело прав на французский престол.

## Биография
Получив образование в Отенской семинарии (г. Отён), Жозеф после смерти отца (1785) вернулся на Корсику для поддержания семьи, имел адвокатскую практику, но в 1793 году с матерью переселился в Марсель.
Инициирован в масонство 8 октября 1793 в ложу «Совершенной искренности» на востоке Марселя. Он был великим мастером Великого востока Франции и был избран в 1804 году великим мастером Великого востока Италии.

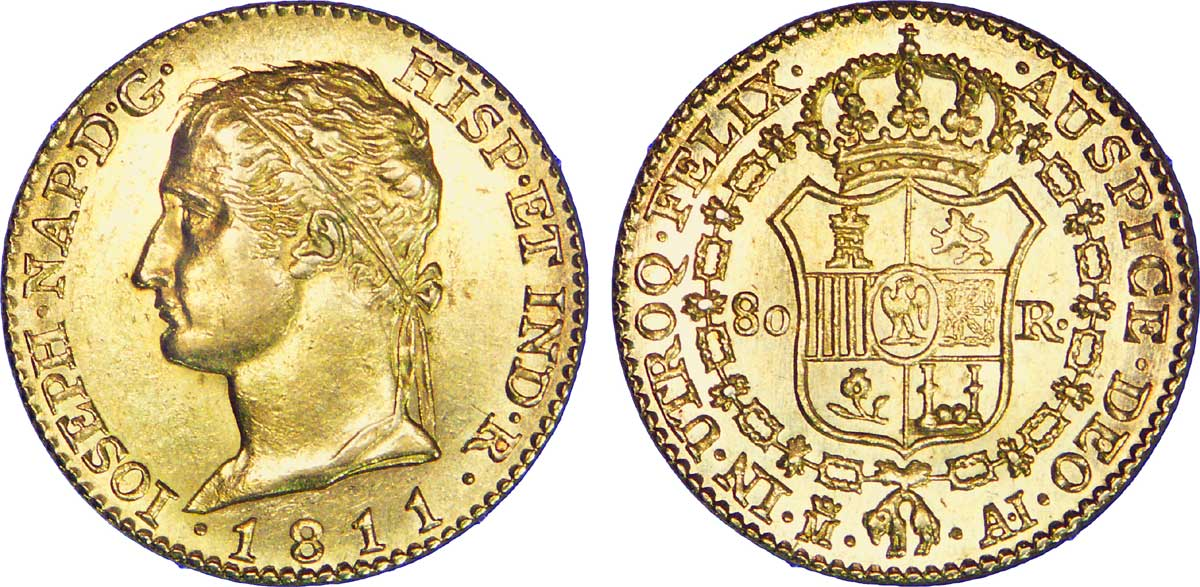
Испанская монета короля Жозефа I,1811 год

Политикой занялся одновременно с братом, с 1796 года — депутат Совета пятисот, участвовал в походах брата и заключал договоры от имени Республики. В 1797 году он был послом в Риме, затем членом и секретарем Совета пятисот, после 18 брюмера государственным советником и трибуном. Когда Наполеон принял титул императора, Жозеф сделался сенатором и принцем французского императорского дома.
В 1805 году ему было поручено начальство над армией, посланной против Неаполя, а в 1806 году он был назначен королем неаполитанским.
Получив в 1808 году корону Испании, он передал неаполитанский трон Мюрату и 20 июля вступил в Мадрид. С 1808 по 1813 годы Жозеф был королём Испании. Имел также традиционный для Франции титул брата монарха Месье (фр. Monsieur); необычным было то, что при этом носитель титула был старшим братом государя (чего в королевской Франции не могло быть по определению).
Его сторонники именовались хосефи́нос (исп. josefinos). Во время своего правления Жозеф распустил испанскую инквизицию (отчасти из-за конфликта Наполеон с папой Пием VII).Также при нем в Испании была принята первая в истории страны конституция 1808 года,которая ликвидировала феодальное судопроизводство,заменив его единым гражданским и уголовным законодательством.Были отменены внутренние таможни и введена единая система налогов.Несмотря на все эти нововведения Жозеф был крайне непопулярен из-за своего иностранного происхождения и членства в масонской ложе; народ прозвал его дон Пепе Бутылка (исп. don Pepe Botella) с намёком на его алкоголизм (в действительности такие представления были весьма преувеличены). После сражения при Виттории 1813 года оставил Испанию и бежал в Париж.
В 1814 году он стоял во главе парижской национальной гвардии, но не сумел в марте 1814 года организовать оборону столицы и при приближении войск союзников покинул Париж, а после отречения Наполеона 4 апреля 1814 года удалился в Швейцарию.
При первом же известии о возвращении брата явился к нему и был с ним до окончательного крушения империи.
Затем он отправился в США, где у реки Мобиль основал поселение Эгльвилль, долгое время жил в Филадельфии и имел поместье в Нью-Джерси под именем графа Сюрвиллье. С 1832 года он жил в Лондоне, с 1841 года — в Италии.
Жозеф Бонапарт умер 28 июля 1844 года во Флоренции; в 1862 году его прах был перенесён в Дом инвалидов в Париже.

## Награды
- Королевский венгерский орден Святого Стефана, большой крест (Австрийская империя, 1810)
- Орден Золотого руна, великий магистр (Королевство Испания, 6.06.1808)
- Королевский орден Испании, великий магистр (Королевство Испания, 20.10.1808)
- Орден Железной короны, великий сановник (Королевство Италия)
- Королевский орден Обеих Сицилий, великий магистр (Неаполитанское королевство, 24.02.1808)
- Орден Почетного Легиона, большой орёл (Французская империя, 1805)
- Орден Серафимов (Швеция, 4.11.1810)

## Семья и дети
С 1 августа 1794 года женат на Жюли Клари (1771-1845). Сестра Жюли - Дезире Клари (1777-1860) - была невестой Наполеона, но позже в  1798 вышла замуж за Жана-Батиста Бернадота.
Дети - три дочери, две из которых достигли взрослого возраста:
- Жюли-Жозефина (1796—1796).

- Зенаида Бонапарт (8 июля 1801 — 8 августа 1854), замужем с 1822 за своим кузеном Шарлем Люсьеном Бонапартом (1803—1857), сыном Люсьена Бонапарта.
- Шарлотта Бонапарт (31 октября 1802 — 3 марта 1839), замужем с 1826 за своим кузеном Наполеоном Луи Бонапартом (1804—1831), сыном Луи Бонапарта и Гортензии Богарне.

## Образ в кино
- «Наполеон» (немой, Франция, 1927) — актёр Жорж Лампен
- «Невеста короля[итал.]» (Италия, 1938) — актёр Эмилио Чиголи[итал.]
- «Королевский развод[англ.]» (Великобритания, 1938) — актёр Джон Лори
- «Удивительная судьба Дезире Клари[фр.]» (Франция, 1942) — актёр Эме Кларион
- «Дезире: любовь императора Франции[англ.]» (США, 1954) — актёр Кэмерон Митчелл
- «Наполеон: путь к вершине» (Франция, Италия, 1955) — актёр Робер Манюэль[фр.]
- «Битва при Аустерлице» — актёр Пьер Мартевилль